# Barrage d'Ağcaşar
Le barrage d'Ağcaşar (en turc Ağcaşar barajı) est un barrage de Turquie.

## Sources
- (en) www.dsi.gov.tr/tricold/agcasar.htm Site de l'agence gouvernementale turque des travaux hydrauliques